# رگلاتور
رگلاتور وسیله‌ای است که توانایی کنترل و تعدیل سازی تمامی ورودی‌ها را دارد به گونه‌ای که می‌تواند ورودی‌هایی ازجمله مایعات، گاز و حتی ولتاژ را نیز بسته به احتیاج به شرطی که در مسیری خاص در جریان باشد را بر عهده گیرد.